# ملعب الحرية
ملعب الحرية هو ملعب كرة قدم يقع في مدينة باتا الغينية الاستوائية . يسع الملعب لجلوس 4 آلاف متفرج . تم تجديد الملعب في سنة 2010 .